# Die bleiche Bet
Die bleiche Bet ist ein niederländischer Spielfilm aus dem Jahre 1934 von Richard Oswald. Johannes Heesters, damals noch Johan Heesters genannt, spielte hier seine erste Tonfilm-Nebenrolle. Dem Film liegt ein Bühnenstück von Herman Bouber von 1917 zugrunde.

## Handlung
Die Geschichte spielt im Amsterdamer Stadtteil Jordaan. Die titelgebende Bet betreibt dort einen Gemüseladen und betätigt sich eifrig im Margarineschmuggel; ein Geschäft, das sie gemeinsam mit ihrem Nachbarn van Santen betreibt. Gern würde Bet ihre Tochter Jans mit dessen Sohn Hannes verkuppeln, doch Jans ist bereits mit Ko Monje verlobt, einem Seemann, der ihrer Meinung nach Jans nichts zu bieten hat. Alle Versuche Bets, Ko Jans gegenüber madig zu machen, scheitern jedoch. Erst als Ko Jans einmal versetzt und Bet sofort behauptet, sie habe den Seemann in Begleitung zweier Mädchen gesehen, beginnt ihre Intrige Früchte zu tragen. Und wieder drängt Bet Jans, endlich Hannes eine Chance zu geben und ihn zu heiraten. Jans und Ko haben eine letzte Aussprache, ehe der gutaussehende Matrose am darauf folgenden Morgen in See stechen muss.
Eines Tages erreicht Jans die Nachricht, dass Kos Schiff gesunken sein soll. Drei Monate vergehen und Bet erreicht ein Telegramm, in dem steht, dass Ko überlebt habe. Bet bespricht sich mit van Santen, was nun zu tun sei, und beide kommen zum Schluss, dass es besser sei, niemandem in Jordaan von dieser (guten) Nachricht zu berichten und alle weiterhin glauben zu lassen, dass Ko ertrunken sei. Jans lässt nun alle Hoffnung auf ein Wiedersehen mit ihrem Liebsten fahren und willigt schließlich ein, den ungeliebten Hannes zu heiraten. Eine weitere Bewohnerin namens Ka ist darüber sehr erzürnt und findet, dass es geschmacklos sei, so früh nach dem mutmaßlichen Tode Kos bereits einen anderen heiraten zu wollen. Kurz bevor es zur Eheschließung der beiden kommen kann, taucht Ko in Jordaan wieder auf. Jans trägt bereits ihr Hochzeitskleid, stürmt zu ihrem Liebsten und fällt Ko in die Arme. Bet ist vollkommen überrascht, und während Ko und Jans nun heiraten können, wird van Santen wegen seiner Schmuggelaktivitäten von der Polizei verhaftet.

## Produktionsnotizen
Die bleiche Bet wurde am 7. September 1934 uraufgeführt. Als Original mit Untertitel wurde der Film am 14. November 1984 erstmals im deutschen Fernsehen (WDR) ausgestrahlt.
Leo Meyer übernahm die Produktionsleitung, der Österreicher Hans Ledersteger schuf die Filmbauten. Gerd Oswald assistierte seinem Vater.

## Kritiken
Die zeitgenössische Kritik in den Niederlanden zeigte sich nur mäßig begeistert von der Neuverfilmung des alten Theaterstoffes; immerhin wurde eine Neuentdeckung namens Johan Heesters gefeiert, dessen Stimme einen „sympathischen und vortrefflichen Klang“ habe.

„Einer der ersten holländischen Spielfilme, die nicht im Studio entstanden, sondern sich um dokumentarische Milieuechtheit bemühte. Manches wirkt, auch wegen der schlechten Schauspielerführung, trotzdem wie Pappmaché und Klischee.“